# غوراب زرميخ
غوراب زرميخ (بالفارسية: گوراب زرمیخ) هي منطقة سكنية تقع في إيران في Mirza Kuchek Janghli District. يقدر عدد سكانها بـ 4,183 نسمة .